# Wahl des deutschen Bundespräsidenten 2022
Die Wahl des deutschen Bundespräsidenten 2022 fand am 13. Februar im Paul-Löbe-Haus in Berlin statt. Dabei wurde der Amtsinhaber Frank-Walter Steinmeier wiedergewählt. Seine neue Amtszeit begann am 19. März 2022.
- Linke: 71
- SPD: 391
- SSW: 2
- Grüne: 233
- FDP: 154
- FW/BVB/FW: 18
- CDU/CSU: 445
- AfD: 152
- Sonstige: 6

## Zusammensetzung der Bundesversammlung
Die Bundesversammlung setzte sich nach Art. 54 Abs. 3 GG aus den 736 bei der Bundestagswahl 2021 gewählten Mitgliedern des Deutschen Bundestages (20. Wahlperiode) und einer gleichen Anzahl von Delegierten zusammen, die von den Landesparlamenten gemäß dem Gesetz über die Wahl des Bundespräsidenten durch die Bundesversammlung gewählt wurden.
Der Bundestag veröffentlichte am Versammlungstag auf seiner Webpräsenz ein 48 Seiten langes, 1472 Personen umfassendes alphabetisch nach den Familiennamen geordnetes „Mitgliederverzeichnis“, das auch die entsendende Fraktion/Partei angibt (ggf. Fraktionslosigkeit) sowie die entsendende Institution (Bundestag/Landesparlament).
Das nach der Bundesversammlung im Bundesanzeiger veröffentlichte Protokoll („Stenografischer Bericht“) enthält auf 24 Seiten in zwei von vier Anlagen eine „Liste der entschuldigten Mitglieder der 17. Bundesversammlung“ samt betroffener Fraktion/Partei (28 Personen) und eine alphabetische „Liste der Mitglieder der 17. Bundesversammlung, die an der Wahl teilgenommen haben“ ohne weitere Angaben (1437 Personen). Insgesamt sieben Personen des Mitgliederverzeichnisses sind in keiner der beiden Listen aufgeführt.
|                             | Gesamt   | CDU/CSU  | SPD      | Grüne    | FDP      | AfD      | Linke   | FW/ BVB/FW | SSW    | Sonstige |
| --------------------------- | -------- | -------- | -------- | -------- | -------- | -------- | ------- | ---------- | ------ | -------- |
| Baden-Württemberg           | 0094     | 025      | 0a13 a   | 035      | 0a12 a   | 009      | 0–      | 0–         | –      | –        |
| Bayern                      | 0115     | 049      | 012      | 021      | 006      | 012      | 0–      | 15         | –      | –        |
| Berlin                      | 0030     | 006      | 008      | 007      | 002      | 002      | 05      | 0–         | –      | –        |
| Brandenburg                 | 0024     | 004      | 008      | 003      | 00–      | 005      | 03      | 01         | –      | –        |
| Bremen                      | 0006     | 002      | 002      | 001      | 00–      | 00–      | 01      | 0–         | –      | –        |
| Hamburg                     | 0016     | 002      | 008      | 004      | 00–      | 001      | 01      | 0–         | –      | –        |
| Hessen                      | 0053     | 016      | 011      | 012      | 004      | 006      | 04      | 0–         | –      | –        |
| Mecklenburg-Vorpommern      | 0016     | 003      | 007      | 001      | 001      | 002      | 02      | 0–         | –      | –        |
| Niedersachsen               | 0073     | 026      | 031      | 007      | 007      | 00b1 b   | 0–      | 0–         | –      | c1 c     |
| Nordrhein-Westfalen         | 0156     | 057      | 054      | 011      | 022      | 010      | 0–      | 0–         | –      | d2 d     |
| Rheinland-Pfalz             | 0037     | 012      | 015      | 003      | 002      | 003      | 0–      | 02         | –      | –        |
| Saarland                    | 0009     | 005      | 003      | 00–      | 00–      | 00–      | 01      | 0–         | –      | –        |
| Sachsen                     | 0039     | 016      | 003      | 004      | 00–      | 011      | 05      | 0–         | –      | –        |
| Sachsen-Anhalt              | 0021     | 009      | 002      | 001      | 002      | 004      | 03      | 0–         | –      | –        |
| Schleswig-Holstein          | 0027     | 011      | 007      | 004      | 003      | 00e1 e   | 0–      | 0–         | 1      | –        |
| Thüringen                   | 0020     | 005      | 001      | 001      | 001      | 005      | 07      | 0–         | –      | –        |
|                             |          |          |          |          |          |          |         |            |        |          |
| Landesparlamente            | 0736     | 248      | 185      | 115      | 062      | 072      | 32      | 18         | 1      | 3        |
| Bundestag                   | 0736     | 197      | 206      | 118      | 092      | 080      | 39      | 0–         | 1      | f3 f     |
|                             |          |          |          |          |          |          |         |            |        |          |
| Bundesversammlung insgesamt | 1472     | 445      | 391      | 233      | 154      | 152      | 71      | 18         | 2      | 6        |
|                             |          |          |          |          |          |          |         |            |        |          |
| Anteil                      | 000100 % | 0030,2 % | 0026,6 % | 0015,8 % | 0010,5 % | 0010,3 % | 004,8 % | 001,2 %    | 00,1 % | 00,4 %   |

## Ausgangslage
Die damaligen Regierungsparteien SPD, CDU und CSU hatten sich vor der Wahl 2017 auf den damaligen Außenminister Frank-Walter Steinmeier als gemeinsamen Kandidaten geeinigt. Außerdem unterstützten ihn die FDP, Bündnis 90/Die Grünen und der SSW. Weitere Kandidaten wurden von der Linken, der AfD, den Freien Wählern (gemeinsam mit BVB/FW) und der Piratenpartei (in Kooperation mit Die PARTEI) nominiert. Steinmeier wurde mit 74,3 % der abgegebenen Stimmen gewählt.
Aufgrund der COVID-19-Pandemie und der dort besser einzuhaltenden Abstände nutzte die Bundesversammlung diesmal nicht den Plenarsaal des Bundestages im Reichstagsgebäude, sondern tagte verteilt über mehrere Stockwerke und insgesamt 16 Sitzungssäle im Paul-Löbe-Haus, einem Bürogebäude des Deutschen Bundestages neben dem Reichstagsgebäude.

## Kandidaten

### Spekulationen im Vorfeld
Ende 2019 plädierte der stellvertretende Bundesvorsitzende der FDP und Bundestagsvizepräsident Wolfgang Kubicki für eine zweite Amtszeit Steinmeiers. Einzelne Politiker von CDU, CSU und SPD pflichteten ihm bei. Steinmeier selbst schloss im September 2020 eine erneute Kandidatur nicht aus, wollte sie jedoch auch nicht bestätigen. Im Mai 2021 sagte der FDP-Vorsitzende Christian Lindner in einem Interview mit Markus Feldenkirchen Steinmeier die Unterstützung seiner Partei für eine zweite Amtszeit zu. Ihm folgte im selben Monat der Ministerpräsident Thüringens, Bodo Ramelow (Die Linke).
Vielfach wurde über die Nominierung einer Frau diskutiert und mehrfach über Katrin Göring-Eckardt als Kandidatin von Bündnis 90/Die Grünen spekuliert.
Während der Bildung der Bundesregierung aus SPD, Bündnis 90/Die Grünen und FDP sprach sich der CDU-Politiker Hendrik Wüst für eine Frau aus der CDU aus. Einzelne Parteikollegen, darunter der spätere Vorsitzende Friedrich Merz, stimmten dem zu. Ohne Unterstützung der Grünen sei eine solche Kandidatur gegenüber Steinmeier aber aussichtslos. Mehrere Unionspolitiker sprachen sich gegen eine reine „Zählkandidatin“ aus.
Ende Januar 2022 wurde bekannt, dass der Bundesvorsitzende der Freien Wähler, Hubert Aiwanger Mitte Januar die Bayerische Landtagsabgeordnete Eva Gottstein der Parteispitze, der Landtagsfraktionen der Freien Wähler Rheinland-Pfalz sowie der kooperierenden Brandenburger Vereinigten Bürgerbewegungen/Freie Wähler als Kandidatin vorgeschlagen hatte. Die Landtagsfraktion der Freien Wähler Bayern brachte dagegen ihr Mitglied Tobias Gotthardt ins Spiel, der bei einer Abstimmung gegen Gottstein gewann.

### Nominierte Kandidaten
Folgende Wahlvorschläge wurden bei der Bundestagspräsidentin schriftlich eingereicht – angegeben sind die Partei, der der Kandidat angehört, sowie die Parteien und Vereinigungen, die den Kandidaten unterstützten:
| Bild                    | Name                    | Partei | Partei                                   | unterstützt durch              |
| ----------------------- | ----------------------- | ------ | ---------------------------------------- | ------------------------------ |
| Frank-Walter Steinmeier | Frank-Walter Steinmeier |        | SPD                                      | SPD, CDU, Grüne, FDP, CSU, SSW |
| Gerhard Trabert         | Gerhard Trabert         |        | parteilos                                | Die Linke                      |
| Max Otte                | Max Otte                |        | damals CDU, Parteiausschluss August 2022 | AfD                            |
| Stefanie Gebauer        | Stefanie Gebauer        |        | Freie Wähler                             | FW, BVB/FW                     |

1. 1 2  Am Tag des Bekanntwerdens seiner Kandidatur wurde Otte durch den Bundesvorstand der CDU gemäß § 11 Abs. 6 des Parteistatuts von der Ausübung seiner Mitgliedsrechte bis zur rechtskräftigen Entscheidung des zuständigen Parteigerichts ausgeschlossen und damit gleichzeitig ein Parteiausschlussverfahren eingeleitet. Der Ausschluss wurde Anfang August 2022 rechtskräftig.

#### Frank-Walter Steinmeier
Am 28. Mai 2021 kündigte Frank-Walter Steinmeier die Kandidatur für eine zweite Amtszeit an. Seine Partei kündigte eine Unterstützung der Kandidatur an. Der Parteivorsitzende der FDP sowie Bundesminister der Finanzen Christian Lindner bestätigte am 22. Dezember 2021 die Unterstützung der Liberalen für den amtierenden Bundespräsidenten Frank-Walter Steinmeier. Auch die Partei- und Fraktionsvorstände von Bündnis 90/Die Grünen kündigten am 4. Januar 2022 an, Steinmeiers Wiederwahl zu unterstützen. Damit befürworteten alle drei Ampel-Parteien, die in der 17. Bundesversammlung die absolute Mehrheit stellen, eine Wahl Steinmeiers. Am 5. Januar 2022 gaben die Unionsparteien CDU und CSU zudem bekannt, dass sie ebenfalls eine zweite Amtszeit Steinmeiers unterstützen werden. Auch der SSW, die Partei der dänischen und friesischen Minderheit in Schleswig-Holstein, sprach sich am 15. Januar 2022 für eine Wiederwahl Steinmeiers zum Bundespräsidenten aus.

#### Gerhard Trabert
Am 9. Januar 2022 kündigte Die Linke an, den parteilosen Arzt Gerhard Trabert, der bei der Bundestagswahl 2021 als von den Linken unterstützter Direktkandidat im Wahlkreis Mainz angetreten war, zu nominieren.

#### Max Otte
Am 24. Januar 2022 nominierten der Bundesvorstand und die Landesvorsitzenden der AfD auf Vorschlag des AfD-Bundessprechers Tino Chrupalla den Autor, Ökonomen und ehemaligen Vorsitzenden des rechtskonservativen Vereins Werteunion Max Otte, ein Mitglied der CDU, als offiziellen Kandidaten der Partei. Gegen die Kandidatur Ottes, der bis 2021 als Vorsitzender auch dem Kuratorium der AfD-nahen Desiderius-Erasmus-Stiftung angehörte, sprachen sich vier Vorstandsmitglieder und zwei von 16 Landesvorsitzenden aus, darunter der langjährige Bundessprecher Jörg Meuthen. Meuthen bezeichnete die Nominierung Ottes als „strategisch falsch und unklug“ und warnte vor einem „Rohrkrepierer zum Schaden der Partei“. Zu den Erfolgsaussichten Ottes äußerte Meuthen, dessen Kandidatur sei „in etwa so wichtig wie der umfallende Sack Reis in China, denn der AfD-Kandidat wird mit Gewissheit nichts mit Schloss Bellevue zu tun haben“. Für Otte als Kandidat sprachen sich dagegen neben einer Mehrheit der AfD-Gremien auch Vertreter des Vereins Werteunion aus.
Innerhalb des Unterstützerkreises des Vereins Werteunion löste die Nominierung Ottes eine Kontroverse aus. Der ehemalige Verfassungsschutzchef Hans-Georg Maaßen trat nach der Kandidatur Ottes aus dem Verein aus.
Wegen des „dringenden und schwerwiegenden Falls parteischädlichen Verhaltens“ entzog die CDU Otte noch am selben Tag alle Mitgliedsrechte und eröffnete ein Parteiausschlussverfahren. Beobachter sahen eine bei der Union lange nicht gesehene Geschlossenheit bezüglich einer Personalfrage. Niemand, auch keiner der Konservativen innerhalb der Partei, sei Otte beigesprungen. Anfang August 2022 wurde sein Ausschluss durch das CDU-Kreisparteigericht Köln rechtskräftig.

#### Stefanie Gebauer
Am 3. Februar 2022 kündigten die Freien Wähler an, die Physikerin Stefanie Gebauer als Kandidatin zur Wahl des Bundespräsidenten zu nominieren.

## Wahlergebnis
| Ergebnis im ersten Wahlgang: |         |                     |
| Steinmeier                   | Trabert | Enthaltung/ungültig |
| Otte                         | Gebauer | nicht abgegeben     |

| Wahlgang                                                                | Kandidat                 | Stimmenzahl | Anteil | Partei | Partei            | Unterstützung                 |
| ----------------------------------------------------------------------- | ------------------------ | ----------- | ------ | ------ | ----------------- | ----------------------------- |
| 1. Wahlgang                                                             | Frank-Walter Steinmeier  | 1045        | 71,0 % |        | SPD               | CDU/CSU, SPD, Grüne, FDP, SSW |
| 1. Wahlgang                                                             | Max Otte                 | 140         | 9,5 %  |        | CDU (suspendiert) | AfD                           |
| 1. Wahlgang                                                             | Gerhard Trabert          | 96          | 6,5 %  |        | Parteilos         | Die Linke                     |
| 1. Wahlgang                                                             | Stefanie Gebauer         | 58          | 3,9 %  |        | Freie Wähler      | FW, BVB/FW                    |
| 1. Wahlgang                                                             | Enthaltungen             | 86          | 5,8 %  |        |                   |                               |
| 1. Wahlgang                                                             | ungültige Stimmen        | 12          | 0,8 %  |        |                   |                               |
| 1. Wahlgang                                                             | nicht abgegebene Stimmen | 35          | 2,4 %  |        |                   |                               |

| Damit war Frank-Walter Steinmeier wieder zum Bundespräsidenten gewählt. |                          |             |        |        |                   |                               |

Frank-Walter Steinmeier wurde im ersten Wahlgang mit 1045 Stimmen gewählt und erklärte nach der Verkündung des Wahlergebnisses die Annahme der Wahl. Seine zweite Amtszeit begann mit dem 19. März 2022. 
Steinmeier erhielt etwa 160 Stimmen weniger, als die Zahl der anwesenden Repräsentanten der ihn unterstützenden Parteien betrug. Dafür konnten sowohl Trabert als auch Gebauer mehr Stimmen auf sich vereinigen, als die sie nominierenden Parteien Abstimmende stellten (Trabert 28, Gebauer 40). 86 Abstimmende enthielten sich.